# Tico-Tico
Tico-Tico, właśc. Manuel José Luís Bucuane (ur. 16 sierpnia 1973 w Maputo) – mozambicki piłkarz, grający na pozycji napastnika.

## Kariera
Tico-Tico stawiał pierwsze piłkarskie kroki jeszcze w Maputo. Po dwóch latach gry w tamtejszym klubie, trafił do drużyny Primeira Liga Estrela Amadora. Bucuane nie radził sobie w Portugalii i w 1996 roku zdecydował się na powrót do Afryki, a konkretnie do Jomo Cosmos. Pod skrzydłami Jomo Sono stał się gwiazdą drużyny, jednak w 2000 roku niespodziewanie wyjechał do USA i zaliczył mało znaczący epizod w barwach Tampa Bay Mutiny. Jeszcze w tym samym roku trafił po raz kolejny do Jomo Cosmos. Tam powrócił do swej strzeleckiej dyspozycji, a po czterech latach gry zgłosił się po niego klub z ambicjami Supersport United. Mimo niezbyt dobrej gry po dwóch latach trafił do jeszcze lepszego klubu, jakim jest Orlando Pirates. Zarówno w Orlando Pirates, jak i następnie w Maritzburg United grał słabo i niespełniał oczekiwań kibiców, dlatego w 2008 roku powrócił do klubu, któremu wiele zawdzięcza, czyli Jomo Cosmos. W 2010 roku został zawodnikiem GD Maputo.

## Kariera reprezentacyjna
Tico-Tico debiutował w reprezentacji jeszcze w 1992 roku, gdy był piłkarzem GD Maputo. Jednak dopiero, kiedy był zawodnikiem Jomo Cosmos stał się wiodącą postacią swej reprezentacji i jako kapitan doprowadził ją do awansu na Puchar Narodów Afryki 1998 i Puchar Narodów Afryki 2010.